# Peperomia lilliputiana
Peperomia lilliputiana är en pepparväxtart som först beskrevs av Pino & Cieza, och fick sitt nu gällande namn av Pino. Peperomia lilliputiana ingår i släktet peperomior, och familjen pepparväxter. Inga underarter finns listade i Catalogue of Life.